# Bolechowice (gromada)
Bolechowice – dawna gromada, czyli najmniejsza jednostka podziału terytorialnego Polskiej Rzeczypospolitej Ludowej w latach 1954–1972.
Gromady, z gromadzkimi radami narodowymi (GRN) jako organami władzy najniższego stopnia na wsi, funkcjonowały od reformy reorganizującej administrację wiejską przeprowadzonej jesienią 1954 do momentu ich zniesienia z dniem 1 stycznia 1973, tym samym wypierając organizację gminną w latach 1954–1972.
Gromadę Bolechowice z siedzibą GRN w Bolechowicach utworzono – jako jedną z 8759 gromad na obszarze Polski – w powiecie krakowskim w woj. krakowskim, na mocy uchwały nr 22/IV/54 WRN w Krakowie z dnia 6 października 1954. W skład jednostki weszły obszary dotychczasowych gromad Bolechowice, Karniowice, Ujazd i Zelków ze zniesionej gminy Zabierzów w tymże powiecie. Dla gromady ustalono 22 członków gromadzkiej rady narodowej.
30 czerwca 1960 do gromady Bolechowice przyłączono obszar zniesionej gromady Kobylany.
Gromada przetrwała do końca 1972 roku, czyli do kolejnej reformy gminnej.